# Anfiteatro romano di Mérida
L'anfiteatro romano di Mérida (in spagnolo Anfiteatro de Mérida) è un anfiteatro romano in rovina situato nella colonia romana di Emerita Augusta, l'odierna Mérida, in Spagna. La città stessa, Emerita Augusta, fu fondata nel 25 a.C. da Augusto, per ricollocare soldati emeriti congedati dall'esercito romano da due legioni veterane delle guerre cantabriche (la Legio V Alaudae e la Legio X Gemina). L'anfiteatro stesso fu completato nel 8 a.C. Il termine emerito si riferisce ai soldati, tutti congedati con onore dal servizio. La città divenne capoluogo della provincia romana della Lusitania.
L'anfiteatro fa parte dell'insieme archeologico di Mérida, uno dei siti archeologici più grandi ed estesi della Spagna che è stato dichiarato Patrimonio dell'umanità dell'UNESCO nel 1993.

## Storia
L'anfiteatro fu inaugurato nell'anno 8 a.C. Questo edificio era destinato a combattimenti di gladiatori e combattimenti tra belve o uomini e bestie (venationes).

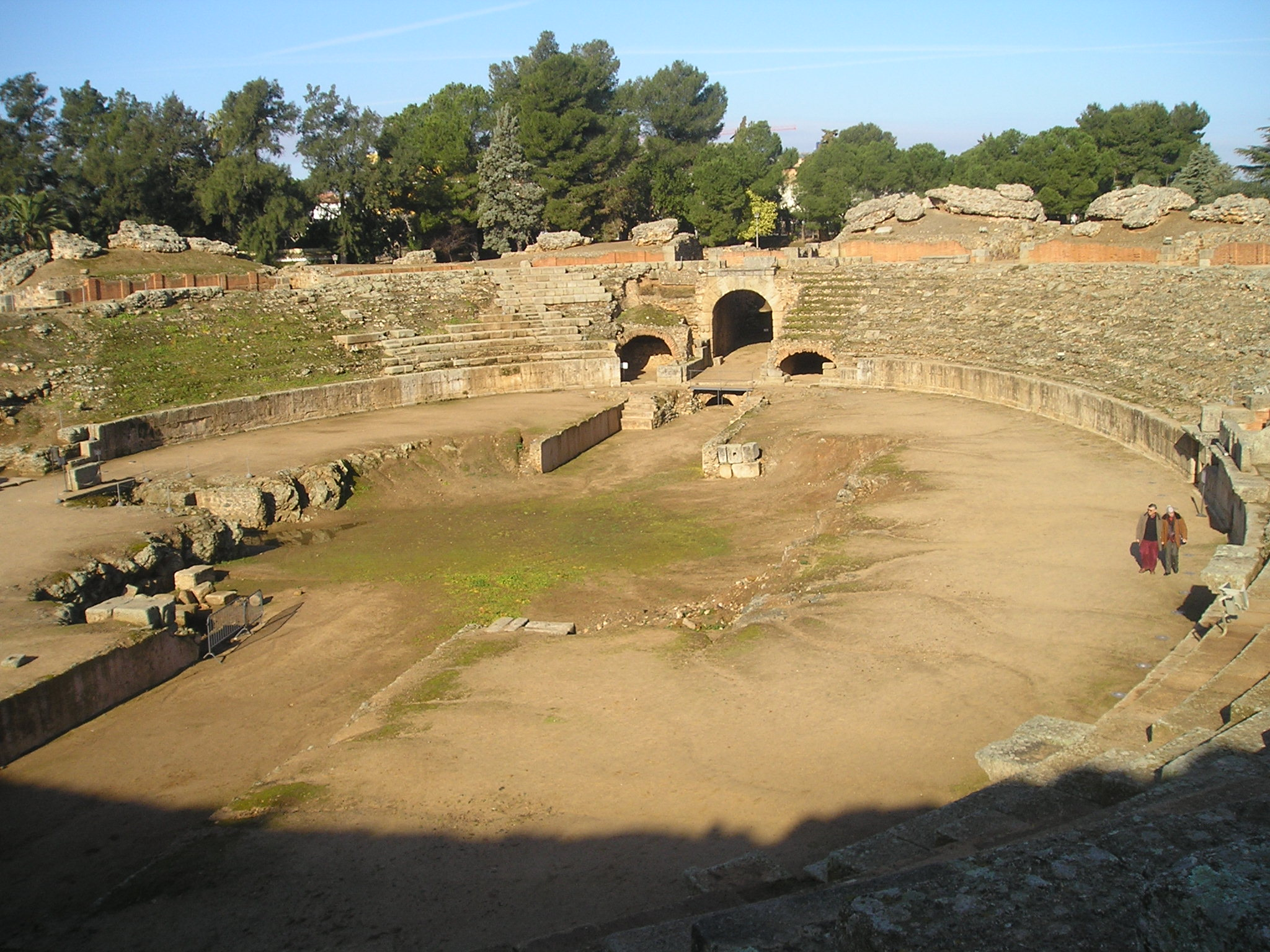
Anfiteatro di Merida
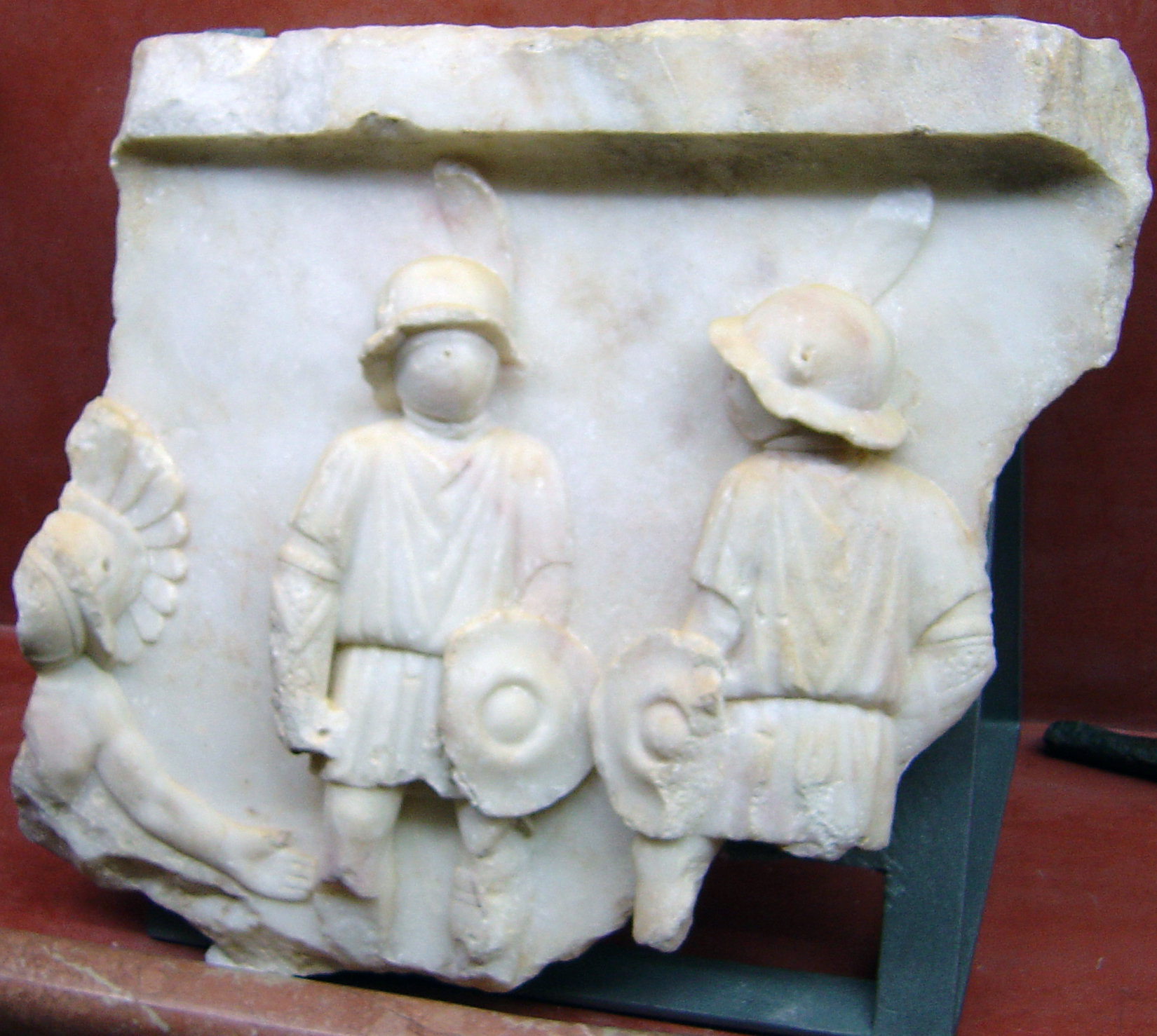
Bassorilievo di gladiatori dall'Anfiteatro di Mérida
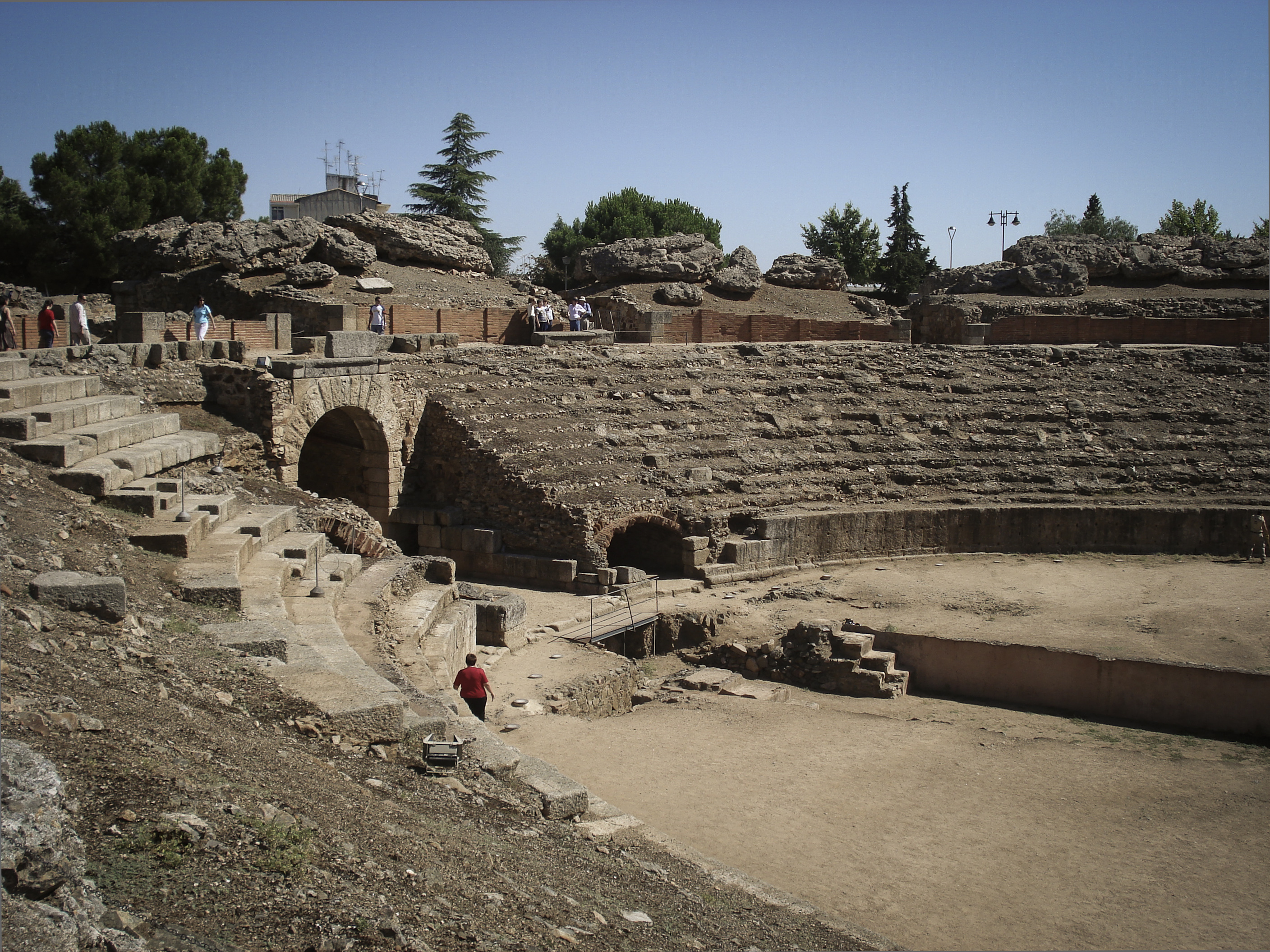
Tribune dell'anfiteatro romano di Mérida

## Caratteristiche architettoniche
L'anfiteatro ha una forma ellittica con un asse maggiore di 126 metri e uno inferiore di 102 metri, mentre l'arena misura di 64x44 metri rispettivamente. L'arena era coperta di sabbia e al centro aveva una fossa bestiaria al centro, che era ricoperta di legno e sabbia. Questa fossa veniva usata per ospitare gli animali prima che venissero rilasciati nell'arena.
Il suo design consiste in una tribuna con ima, media e summa cavea e un'arena centrale. Le tribune avevano una capienza di circa 15.000 spettatori e avevano scale di sostegno e corridoi ( scalae) che collegavano internamente le diverse parti. L'ima cavea aveva una fila riservata all'élite locale e altre dieci al pubblico. C'erano anche due tribune situate ai lati dell'asse minore: una sopra l'atrio principale e l'altra di fronte. Sotto di essi si trovava l'iscrizione monumentale da cui si può datare l'anfiteatro.